# ГАМКB-рецептор

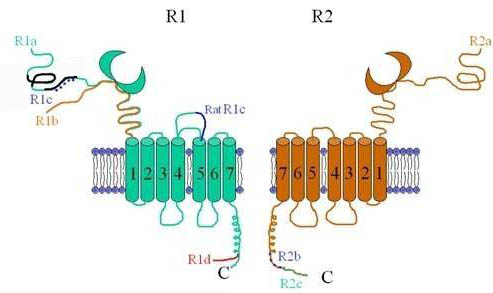
Будова субодиниць ГАМК_{В}-рецептора. Топологія двох відомих субодиниць рецептору (R1 та R2) показує впорядкування різних форм цих субодиниць та різницю між ними. Варіації в первинній структурі кожної субодиниці (R1a-d та R2а-с) показані суцільними (в разі повністю різних послідовностей) або пунктирними (в разі відсутніх ділянок) лініями.

ГАМКВ-рецептори — це друга за чисельністю група ГАМК-чутливих рецепторів після ГАМКА. Ці рецептори були відкриті в 1981 році завдяки детальному фармакологічному аналізу ефектів ГАМК в мозку, і характеризуються нечутливістю до бікукулліну (на відміну від ГАМКА-рецепторів) та здатністю активуватись селективним агоністом баклофеном. ГАМКВ-рецептори забезпечують здійснення відносно повільної передачі гальмівних нервових сигналів, їхня дія звичайно призводить до гіперполяризації постсинаптичної мембрани та пригнічення вивільнення нейромедіатору в хімічному синапсі.

## Молекулярна структура
У геномі людини виявлено два гени, які кодують дві білкові ізоформи, що формують ГАМКВ-рецептори: R1 та R2. Ці субодиниці мають приблизно 35%-у збіжність в первинній структурі (послідовності амінокислотних залишків). ГАМКВ-рецептори належать до родини рецепторів, поєднаних з G-протеїнами (G-protein-coupled receptors, GPCR), і в межах цієї родини структурно найближчі до С-рецепторів — групи, до якої також входять метаботропні глутаматні та Са2+-чутливі рецептори.
Кожна з субодиниць ГАМКВ-рецептору має великий зовнішній N-кінець, за яким послідовно розташовані сім трансмембранних доменів та внутрішньоклітинний C-кінець, котрий виступає інструментом гетеродимеризації. Рецептори даного виду звичайно розрізняють за їхньою потребою в субодиниці R1 чи R2 для гетеродимеризації — тільки після такої гетеродимеризації ГАМКВ-рецептор стає повністю функціональним; це є єдиним такого роду прикладом серед досі відкритих G-протеїн-поєднаних рецепторних структур. Більш того, якщо вказані субодиниці експресуються роздільно, R1 нездатна досягти зовнішньої клітинної мембрани, лишаючись утримуваною на ендоплазматичному ретикулумі, а R2 без R1 нездатна зв'язувати ГАМК. Незважаючи на відкритий повністю функціональний С-домен одиночної субодиниці R2, досі не було отримано свідоцтв про можливість її поєднання з вільними субодиницями інших аналогічних GPCR-рецепторів.

## Сайт зв'язування ГАМК: модель «Венериної мухоловки»
Всім представникам С-класу GPCR-рецепторів притаманний східний механізм активації завдяки дії агоністу, що відомий під назвою «Модель Венериної мухоловки». Побудовані зараз функціональні моделі цієї структури припускають, що ліганд потрапляє до N-термінального сайту зв'язування на субодиниці R1, проходячи між двох великих лопастей, які здатні до обертання завдяки спеціальній «шарнірній» ділянці (див. малюнок). Модель струтури цієї «мухоловки» була побудована, ґрунтуючись на екстраполяції схожої доменної лопасної структури, що наявна в бактеріальному периплазматичному лейцин-ізолейцин-валін зв'язуючому протеїні.
Після того, як агоніст потрапляє в щілину між рухомими долями субодниці R1, ці долі змикаються і блокують його молекулу. Аналогічна блокуюча структура «Венериної мухоловки» наявна і в R2-субодиниці, але при цьому в даній субодиниці відсутні амінокислотні залишки, що необхідні для формування місця зв'язування агоністу та/або антагоністу. Можливо, субодиниця R2 може бути активованою ще не ідентифікованим лігандом (невідомо, ендогенним чи екзогенним) — але попри всі досліди така активуюча речовина (ліганд) досі не знайдена.

## Проведення сигналів: роль G-протеїнів та іонних каналів
Завдяки активації ГАМКВ-рецепторів здійснюється регулювання декількох комплексних процесів всередині нервової системи: сюди входить інгібіювання аденілил-циклази; редукція агоніст-стимульованого синтезу інозитол-1,4,5-трифосфату; інгібіювання електрично-активованих Са2+-каналів; а також, за останніми даними, активація внутрішньо-фракціонованих К+-каналів. Передача ефекту з ГАМКВ-рецепторів на адениліл-циклази відбувається через комплекс G-протеїнів, а саме протеїни Gαi та Gαo. Агоніст-залежне G-протеїн-зв'язування забезпечується завдяки взаємодії з одним (або більше) внутрішньоклітинним доменом на субодиниці R2 — як звичайно вважають, з другою та третьою внутрішньоклітинними петлями (але всі дані на користь цього, поки що, є лише опосередкованими). Калієві іонні канали, дія яких регулюється ГАМКВ-рецепторами, зазнають в даному випадку впливу через активацію βγ-комплексу G-протеїнів (Gβγ). Ций же самий G-протеїновий комплекс функціонально поєднує ГАМКВ-рецептори з пресинаптичними кальцієвими каналами N-, Р- та Т-типу.

## Локалізація субодиниць ГАМКВ-рецепторів
Задопомогою імуногістохімічних методів достовірно встановлено, що як субодиниця R1, так і субодиниця R2 ко-експресуються (тобто синтезуються сумісно) практично в усіх регіонах мозку, хоча в розподілі функціональних субодиниць і спостерігаються деякі розбіжності. Наприклад, субодиниці типу R1а переважають в зубчастій звивині гіпокампусу та стріатуму і наявні в гіпоталамусі, зоровій корі, стовбурі головного мозку та в гранулярному шарі кори мозочка. В той же час субодиниці типу R1b можуть бути знайдені в приповерхневих шарах кори великих півкуль, середній частині хабенули, міжножковому ядрі, в спинному мозку та в молекулярному шарі кори мозочка.
Субодиниця R2 знайдена практично всюди: в гіпокампі, корі великих півкуль, в клітинах Пуркін'є мозочку та в спинному мозку — відповідно до того, що ГАМКВ-рецептори всюди представлені гетеродімерами. Тим не менше, в деяких пробах в досліді експресувалася лише одна субодиниця рецептору: R1, що знайдена у великих інтернейронах гіпокампа за відсутності R2. R1-субодиниця рецептору не може формувати функціональний рецептор; але, можливо, інші, ще не ідентифіковані субодиниці ГАМКВ-рецептору можуть зв'язуватись з нею за відсутності R2 і формувати функціонуючу рецептрну структуру.
Локалізація ГАМКВ-рецепторів в окремому нейроні є переважно екстрасинаптичною (за межами синаптичних структур). Це є ознакою виконання інгібіторної ролі цими рецепторами тільки під час дуже інтенсивного вивільнення ГАМК, коли вона дифундує за межі синпатичних щілин; також це добре узгоджується з функціональним призначенням ГАМКВ-рецепторів, як одного з механізмів довготривалої повільної модуляції синаптичного інгібіювання.

## Модуляція ГАМКВ-рецепторів
Кількість екзогенних лігандів ГАМКВ-рецепторів наразі значно менша за таку для ГАМКА-рецепторів. Тим не менше, більшість фармакологічних властивостей ГАМКВ-рецептору виражена у взаємодії його з різними екзогенними агоністами та антагоністами різної сили впливу. Протягом останніх 30 років було синтезовано велику кількість похідних фосфінової кислоти, які є лігандами ГАМКВ-рецептору, але, тим не менше, найзручнішим селективним агоністом рецептору досі є (-)-баклофен, що виявляє також і стереоселективність. Іншим потужним агоністом є амінопропілфосфінова кислота (aminopropylphosphinic acid, APPA), дія котрої в 7-10 разів сильніша за баклофен. Тим не менше, ці агоністи не можуть бути використані для розрізнення різних ізоформ ГАМКВ-рецептору.
Ряд агоністів даного рецептору виявляє досить широкий спектр активності: від відносно низькоактивних сполук саклофену та факлофену, до набагато потужніших GGP-54626, CGP-55845 та CGP-64213. Але, як і у випадку агоністів, ці антагоністи не є селективними лігандами різних ізоформ ГАМКВ-рецептору.
Існує ряд спостережень щодо наявності алостеричної зовнішньої регуляції ГАМКВ-рецепторів, яка є результатом їхньої часткової структурної тотожності з Са2+-чутливими рецепторами та мускаріновими глутаматними рецепторами, які також чутливі до зміни концентрації Са2+ в навколишньому середовищі. Мілімолярні концентрації Са2+ здатні здійснювати позитивний вплив на ефект природного медіатора (ГАМК), зменшуючи її ЕС50, але вони не впливають на ефекти баклофену. Цей ефект притаманний винятково іонам Са2+ і може бути придушеним точковою мутацією в субодиниці R1 рецептору (заміна серину-269 на аланін). За відсутності ГАМК іони кальцію до активації ГАМКВ-рецептору не здатні.
Вплив на функціональну активність ГАМКВ-рецептору також може бути здійсненим шляхом активації сигнальних ланцюгів, що стимулюють активність протеїн-кіназ. C-кінець рецепторної макромолекули містить велику кількість сайтів однакової структури, на яких здійснюється фосфориляція завдяки дії протеїн-кіназ. Зокрема, при фосфориляції серіну-892 в субодиниці R2 відбувається стабілізація зв'язку між двома субодиницями ГАМКВ-рецептору завдяки посиленню зв'язку рецепторної макромолекули з елементами клітинної мембрани, що, кінець-кінцем, призводить до активнішої генерації сигналів всією сукупністю ГАМКВ-рецепторів на даному нейроні.